# Rodbina Trastamara
Rodbina Trastámara je španska rodbina, ki je prišla na oblast leta 1369. Najprej so vladali v Kastiliji, kasneje so svojo oblast razširili tudi na Aragonijo, Navarro in Neapelj. Bili so nezakonski rod rodbine Ivrea.
Rodbina je vladala Kastiliji od leta 1369 (čas Enriqueja II) do unifikacije Aragonije in Kastilije, ki se je zgodila za časa vladavine katoliških kraljev Izabele I. Kastiljske in Ferdinanda II. Aragonskega.

## 14. stoletje
Po smrti kastiljskega kralja Alfonsa XI. leta 1350, je prestol zavzel njegov sin Pedro I. Kastiljski imenovani tudi Pedro Kruti. Pedro je bil sin Alfonsa in njegove žene Marije Portugalske. Njegov oče je imel dolgotrajno afero z Leonor de Guzmán in njuni nezakonski otroci (Trastámara) so postali njegovi nasprotniki. Napetosti med Pedrom in njegovimi polbrati so naraščale, saj je Marija dala Leonor aretirati in usmrtiti. Pedro je svoje nasprotnike pod vodstvom Enriqueja Trastámare leta 1360 premagal pri Najeri in dal svoja polbrata Juana in Pedra usmrtiti.  
Enrique je po podpisu mirovnega sporazuma med Kastilijo in Navarro leta 1360 pobegnil v Francijo. Enrique je imel podporo Francije in Aragonije, Pedro pa podporo Angležev oziroma Edvarda Črnega Princa. 13.aprila sta porazila Enriqueja in njegovo vojsko. Angleži so se kasneje umaknili in marca 1369 je Enrique ob podpori Francije in Aragonije napadel in nazadnje tudi zmagal. Pedro I. je umrl v Montielu.

## Vladavina Enriqueja II.
Po umoru svojega polbrata Pedra I. je Enrique Trastámara prevzel oblast nad Kastijo pod imenom Enrique II., pod njegovo vladavino se je uveljavil nov družbeni sloj, ki je dobil veliko zemlje in privilegijev ter povzročil nestabilnost Kastilije.  Kljub nestabilnosti je Enrique uspel preprečiti in zaustaviti napade Portugalske, Navarre in Granadskega emirata na Kastilijo. Enrique se je z vladarjem Aragonije Pedrom IV. dogovoril za poroko njunih otrok. Enriquejev sin Juan in Pedrova hčerka Leonor sta se poročila 18.junija 1375. Ta poroka je kasneje omogočila rodbini Trastámara kontrolo tako nad Kastilijo kot Aragonijo. Leonor je umrla leta 1382, po le 7 letih zakona. Juanu je rodila 3 otroke.
Po Enriquejevi smrti 1379 je oblast prevzel njegov sin Juan I. Kastiljski. Juanova druga žena Beatriz je bila hčerka portugalskega kralja Ferdinanda I. Na podlagi tega zakona si je Juan skušal prilastiti portugalsko krono po smrti Fernanda I., ki bi lahko kasneje vodila do unifikacije celotnega Iberskega polotoka, njegov poskus je bil neuspešen. Ivan je umrl leta 1390. Po njegovi smrti je prestol zasedel njegov najstarejši sin Henrik III., ki je imel le 12 let. Med njegove dosežke štejemo prevzem nadzora nad Kanarskimi otoki, ki je Kastiliji zagotovil posest v Atlantiku. Umrl je leta 1406 pri le 27 letih ob invaziji Granade na Murcio.
Njegov sin Juan II. je bil edini preostali naslednik, ker je imel le dve leti sta kot regenta vladala njegov stric Ferdinand in njegova mama Katarina Lancaster. V obdobju regentstva je leta 1412 Ferdinand postal vladar Aragonije in tako je rodbina Trastámara zavladala tako Kastiliji kot Aragoniji.

## Juan II. in Don Álvaro
Juan II. je prestol zasedel po smrti svoje mame leta 1418. Bil je bratranec aragonskega kralja Alfonsa in tako se je poročil z Marijo sestro Alfonsa V Aragonskega. Tudi sam Alfonso je bil poročen z Marijo, Juanovo sestro. Tako sta bila Juan in Alfonso obenem bratranca in svaka. Juan in Enrique, Alfonsova sinova sta bil poznana pod imenom Aragonska princa Infantes de Aragon in sta dobila velika posestva v Kastiliji, ko je njun oče tam vladal kot regent Juana II. Leta 1420, dve leti po tem, ko je  Juan prevzel oblast ga je princ Henrik ugrabil in vladal dokler ni Juanu uspelo pobegniti s pomočjo prijatelja Don Álvara de Lune.
Leta 1429 je Alfonso V. zaukazal svojima sinovoma napad na Kastilijo. Don Álvaro, zdaj z nazivom grofa, je dosegel premirje in pregnal aragonski del rodbine Trastámara iz Kastilije. Avtoriteta Juana II. je slabela in večina oblasti je bila tako v rokah Don Álvara de Lune.  
En del kastiljskega plemstva (večinoma podporniki Juana in Enriqueja) so ga optoževali tiranstva  in so dosegli da je bil leta 1439 izgnan. Leta 1443 je Juana II. zopet ugrabil brat, tokrat princ Juan. Leta 1445 je v bitki pri Olmedu Don Álvaro porazil aragonska princa, princ Juan je v bitki umrl. Don Álvaro je bil leta 1453 obglavljen zaradi tiranstva. Julija naslednjega leta je Juan II. umrl. Oblast je prevzel njegov sin Henrik (Enrique), ki je tako postal kralj Henrik IV. Kastiljski.

## Henrik IV. in Isabel I.
Henrik IV. Kastiljski je bil nepriljubljen vladar. Poročil se je pri 15 (leta 1440) z Blanco, hčerko Juana II. Aragonskega. Zakon je propadel, saj Enrique ni zmogel izvršiti svoje zakonske dolžnosti. Zopet se je poročil leta 1455 z Juano Portugalsko. Kraljica Juana je rodila princeso Juano (imenovana tudi Juana Beltraneja) leta 1462, ki je postala legitimna naslednica svojega očeta. Leta 1464 so se pojavile obtožbe, da naj bi bila mala princesa v resnici hčerka Beltrana de la Cueve. Vplivne plemiške družine so Enriqueja prisilile, da je za naslednika imenoval svojega brata Alfonsa, ki pa je nenadoma umrl in tako je bilo vprašanje naslednika spet odprto.
Izabela Katoliška
Vse te težave Enriqueja in Juane so omogočile da je Izabela, Enriquejeva polsestra postala njegova legitimna naslednica. To je bilo potrjeno s sporazumom Toros de Guisando, ki je bil sklenjen leta 1468. Pogoj spoazuma je bil da se Izabela I. Kastiljska poroči. Enrique je njenemu zakonu s Fernandom, kraljem Sicilije in naslednikom aragonskega prestola nasprotoval in ga smatral za kršitev sporazuma. Zopet je za naslednico postavil svojo hčerko Juano, kar je povzročilo državljansko vojno. Izabela je z aragonsko pomočjo zmagala in tako združila kroni Kastilije in Aragonije. Zadnja vladarka iz rodbine Trastámara je bila Juana Kastiljska, hčerka Ieabele in Fernanda. Po njeni smrti je prestol preko njenega sina Karla prešel v roke Habsburgov, Juana je bil namreč poročena z Filipom, sinom svetega nemškega cesarja Maksimilijana I..